# Nesoxenia mysis
Nesoxenia mysis is een libellensoort uit de familie van de korenbouten (Libellulidae), onderorde echte libellen (Anisoptera).
De wetenschappelijke naam Nesoxenia mysis is voor het eerst geldig gepubliceerd in 1878 door Selys.